# Gràcies per la propina (pel·lícula)

Rodatge de Gràcies per la propina

Foto d'equip al final del rodatge de Gràcies per la Propina, 1997.

Gràcies per la propina és una pel·lícula de comèdia dramàtica dirigida pel català Francesc Bellmunt i estrenada el novembre de 1997. Es tracta d'una adaptació al cinema del llibre homònim de l'escriptor valencià Ferran Torrent que va escriure també els guions junt al director.
Entre les localitzacions del rodatge està la localitat d'Alcanar (Montsià), Barcelona, València, Granollers (Vallès Oriental), Càlig (Baix Maestrat), Cervera del Maestrat (Baix Maestrat), el Prat de Llobregat (Baix Llobregat) i Matadepera (Vallès Occidental).

## Argument
La història transcorre entre el poble de ficció valencià de Benicorlí durant els anys de la postguerra franquista, en una època de repressió. Narra els records d'infància i joventut dels germans Ferran i Pepín Torres, al si d'una peculiar família de formació liberal en la qual dos oncles aparentment solters fan les funcions de pare i mare dels seus dos nebots orfes.
En el film es mostra la peculiar iniciació a la vida d'aquests dos joves dintre d'un món ple de convencionalismes socials i morals. Una pel·lícula personal i intimista que oferix una història tendra plena d'humor i seducció.

## Repartiment
- Santiago Ramos (tio Tomás)
- Juli Mira (tio Ramonet)
- Lluís Ferrer (Ferran adult)
- Francesc Mas (Ferran adolescent)
- Sergi Ruiz (Ferran nen)
- Jorge Esteban (Pepín adult)
- Naím Thomas (Pepín adolescent)
- Pau Herrero (Pepín nen)
- Saturnino García (Carraca)
- Màgic Andreu (Tono)
- Montse Guallar (Elisa)
- Mercè Lleixà (Mare)
- Jesús Bonilla (Caporal)
- Joan Crosas (Manolo)
- Pilar Barrera (Flora)
- Dani Mateo (Extra)